# Автономний університет Мадрида
Автономний університет Мадрида (ісп. Universidad Autónoma de Madrid) — один з найкращих автономних університетів Іспанії, більш відомий абревіатурою UAM. UAM — іспанський державний університет, заснований в 1968 поряд з автономними університетами Барселони і Більбао (Університет Країни Басків) під час іспанських освітніх реформ Іспанії кінця 1960-х і початку 1970-х.
З 1971 року головний кампус університету знаходиться в Кантобланко (Cantoblanco), заміському районі в північних передмістях Мадрида. Незважаючи на те, що студентське містечко є частиною муніципального округу Мадрид, університетські будівлі ближче до міст Алькобендас і Трес-Кантос. Протягом своєї історії університет багато разів визнавався одним з найкращих навчальних закладів світу. У 2012 році Академічний рейтинг університетів світу включив математичний факультет UAM в список 51-75 найкращих університетів у світі (12 установ у Європі), юридичний факультет вважається найпрестижнішим в Іспанії. Thomson Reuters визнала, що дослідників саме цього університету найбільше цитували в наукових публікаціях за 2011 рік.